# سرگئی آودیف
سرگئی آودیف (به انگلیسی: Sergei Avdeyev) فضانورد اهل کشور روسیه است که در ۱ ژانویهٔ ۱۹۵۶ میلادی در چاپایفسک زاده شد. وی در مأموریت سایوز تی‌ام-۱۵، سایوز تی‌ام-۲۲، سایوز تی‌ام-۲۸ حضور داشته است.